# USB-C

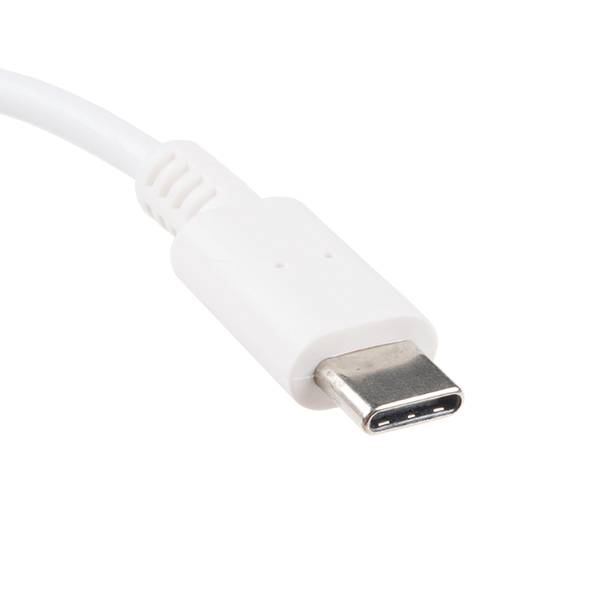
Ein USB-C-Stecker

USB-C (früher auch als USB Type-C bekannt) ist ein 24-poliges USB-Stecksystem, das sich durch die Symmetrie von Stecker und Buchse auszeichnet. Die USB-C-Spezifikation 1.0 wurde vom USB Implementers Forum im August 2014 veröffentlicht. Im Juli 2016 wurde sie von der IEC als IEC 62680-1-3 übernommen. USB-C wird heute in den meisten Android-Smartphones verwendet, sowie seit dem iPhone 15 auch beim Apple iPhone. Viele neue PCs haben eine USB-C-Schnittstelle und neuere Notebooks lassen sich in der Regel über USB-C aufladen.
Für Geräte wie Handys, die in der Europäischen Union vertrieben werden, wurde auf EU-Ebene bis Juni 2022 ausverhandelt, dass USB-C ab Mitte 2024 der Standardladeanschluss werden soll; in der Schweiz ist eine analoge Regelung seit 2024 in Kraft.

## Geschichte

### Ziel: Vereinheitlichung

Schematische Darstellung eines USB-C-Steckers mit seinen Kontakten

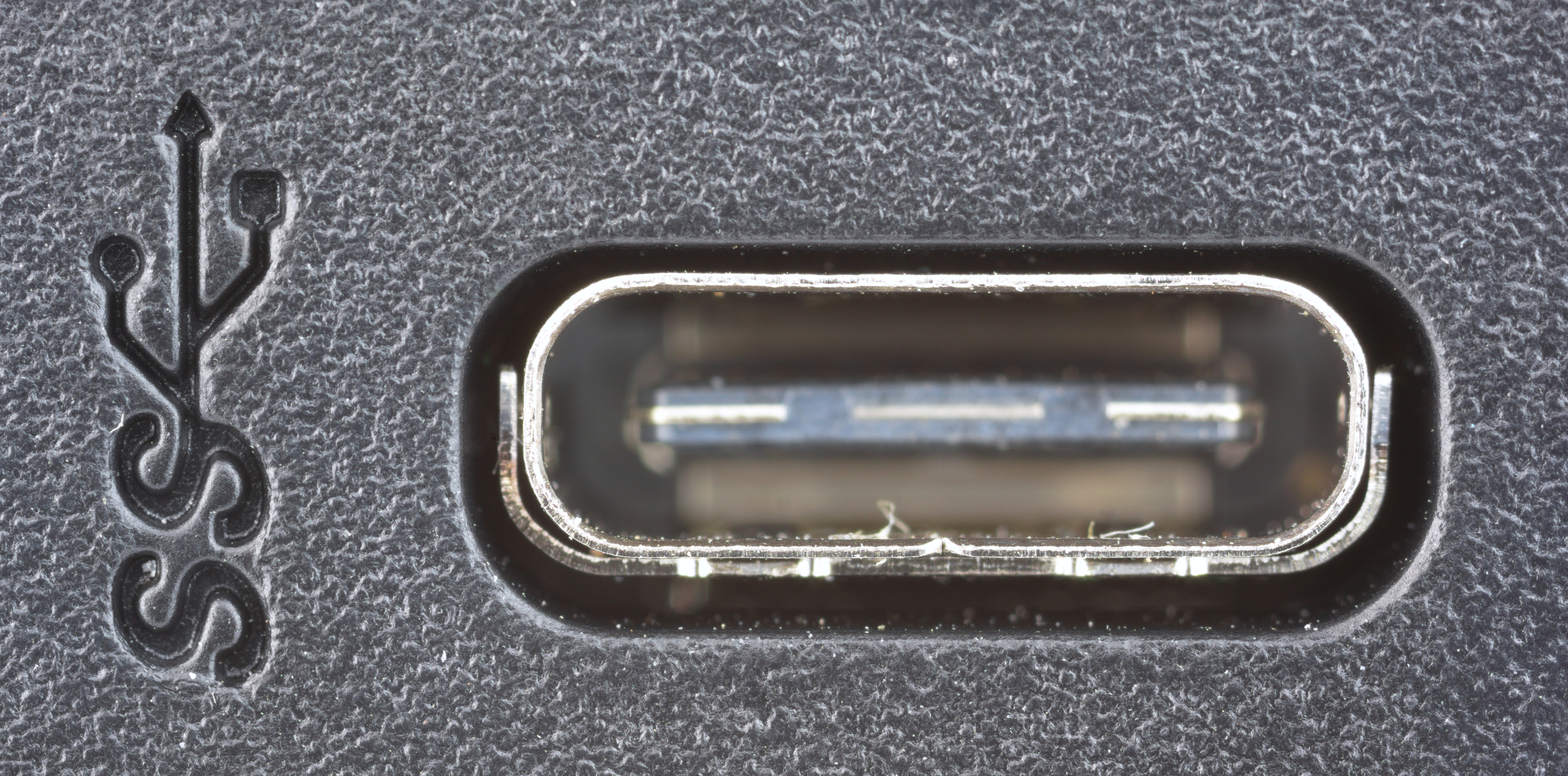
Eine USB-C-Buchse

Das ursprüngliche Ziel von USB-C war die Vereinheitlichung und Miniaturisierung der verschiedenen physischen Anschlüsse an Computern, Tablets und Smartphones:
- USB-A am Host oder USB-C an beiden Seiten
- USB-B 2.0 Standard, USB-B 2.0 Mini, USB-B 2.0 Micro, USB-B 3.0 Standard, USB-B 3.0 Mini, USB-B 3.0 Micro an den Geräten (Clients),
- DVI, DisplayPort, Mini-DisplayPort, HDMI, Mini-HDMI und Micro-HDMI am Host,
- klassische Stromversorgung, Powered USB, USB-A mit verschiedenen Stromabgabefähigkeiten und
- den 3,5-mm-Klinkenstecker zum Anschluss von Lautsprechern, Kopfhörern und Mikrofonen.

USB-C nutzt semi-passive Kabel, um am selben Anschluss die folgenden Funktionen zu bieten:
- ein Gerät laden
- mehrere Displays anschließen
- Audiosignale übertragen
- Daten übertragen
- ein fremdes Gerät mit Strom versorgen.

Die USB-C-Kontakte sind punktsymmetrisch angeordnet, die Stecker können daher in beiden Drehrichtungen (Omnidirektional) eingesteckt werden. Ein weiterer Vorteil ist die gegenüber anderen Steckersystemen höhere mögliche Ladeleistung von bis zu 100 Watt, die sich aus 5 Ampere bei 20 Volt im Standard Power Range (SPR) ergeben. Im Extended Power Range (EPR) sind bis zu 240 Watt (5 Ampere bei 48 Volt) möglich. Die Verwendung von bis zu 48 Volt Gleichspannung liegt unter der maximalen Sicherheitskleinspannung von 60 Volt und somit wird im Allgemeinen kein Schutz gegen direktes Berühren nötig. Die USB-C-Spezifikation sieht keinen Ladestrom von größer als 5 Ampere vor, d. h. Netzteile, die dies bieten (z. B. von Dell und Lenovo), sind proprietär und damit nicht universell verwendbar. 

### Schritte zur Vereinheitlichung

#### Europäische Union
Aus internen Dokumenten und E-Mails der Generaldirektion Binnenmarkt ging am 25. Januar 2021 hervor, dass die EU an einem Gesetzesentwurf zur Vereinheitlichung von Ladesteckern für Tablets, Laptops, Kopfhörer, Kameras etc. arbeite. Die Initiative schloss dabei Geräte mit ähnlichem Strombedarf wie Smartphones mit ein. Die EU-Kommission stellte am 23. September 2021 einen Gesetzesentwurf vor, der USB-C als Ladebuchse für Smartphones, Tablets, Kameras und andere Kleingeräte forderte, Widerstand gegen eine Standardisierung kam von Apple. Nach Verhandlungen verlautete am 7. Juni 2022, dass eine Einigung auf USB-C als ab Mitte 2024 gültige Standardladebuchse für den EU-Raum erzielt worden sei. Laptops müssen ab 28. April 2026 das Aufladen via USB-C unterstützen. Im Frühjahr 2023 tauchten Informationen auf, wonach Apple erwäge, mit Hilfe eines Authentifizierungs-Chips das Laden oder die Datenübertragung über Zubehör ohne Apple-Zertifizierung einzuschränken und so die europäische Richtlinie zu umgehen. Für den amerikanischen Konzern ist die Vermarktung von hauseigenem Zubehör ein einträgliches Geschäft. Die EU-Kommission warnte Apple ausdrücklich vor diesem Schritt. Nachdem im März 2024 die EU-Vorgabe mit großer Mehrheit im Bundestag angenommen wurde, tritt diese in Deutschland zum Ende 2024 in Kraft.

#### Schweiz
Mit der Revision der Verordnung über Fernmeldeanlagen müssen ab 2024 gemäß Art. 7 Abs. 2bis FAV aufladbare Geräte, die Funkteile enthalten, wie Mobiltelefone, Tablets, Digitalkameras, Laptops, Kopfhörer oder E-Reader, USB-C und ein schnelles Aufladen nach dem Standard «USB Power Delivery» unterstützen; angelehnt an die EU-Regelung.

## Steckerbelegung

USB-C Buchsenbelegung in der Endansicht

| Pin | Name   | Beschreibung                                      |
| --- | ------ | ------------------------------------------------- |
| A1  | GND    | Masse                                             |
| A2  | SSTXp1 | SuperSpeed differentielles Paar #1, TX, positiv   |
| A3  | SSTXn1 | SuperSpeed differentielles Paar #1, TX, negativ   |
| A4  | VBUS   | Spannung                                          |
| A5  | CC1    | Konfigurationskanal                               |
| A6  | Dp1    | USB 2.0 differentielles Paar, position 1, positiv |
| A7  | Dn1    | USB 2.0 differentielles Paar, position 1, negativ |
| A8  | SBU1   | Seitenbandbenutzung1                              |
| A9  | VBUS   | Spannung                                          |
| A10 | SSRXn2 | SuperSpeed differentielles Paar #4, RX, negativ   |
| A11 | SSRXp2 | SuperSpeed differentielles Paar #4, RX, positiv   |
| A12 | GND    | Masse                                             |

| Pin | Name   | Beschreibung                                      |
| --- | ------ | ------------------------------------------------- |
| B12 | GND    | Masse                                             |
| B11 | SSRXp1 | SuperSpeed differentielles Paar #2, RX, positiv   |
| B10 | SSRXn1 | SuperSpeed differentielles Paar #2, RX, negativ   |
| B9  | VBUS   | Spannung                                          |
| B8  | SBU2   | Seitenbandbenutzung2                              |
| B7  | Dn2    | USB 2.0 differentielles Paar, position 2, negativ |
| B6  | Dp2    | USB 2.0 differentielles Paar, position 2, positiv |
| B5  | CC2    | Konfigurationskanal                               |
| B4  | VBUS   | Spannung                                          |
| B3  | SSTXn2 | SuperSpeed differentielles Paar #3, TX, negativ   |
| B2  | SSTXp2 | SuperSpeed differentielles Paar #3, TX, positiv   |
| B1  | GND    | Masse                                             |